# Izničenje (roman Jeffa VanderMeerja)
Izničenje (v izvirniku angleško Annihilation) je roman ameriškega pisatelja Jeffa VanderMeerja iz leta 2014. Gre za prvi del VanderMeerjeve trilogije Južno okrožje. Zgodba spremlja ekipo štirih raziskovalk (biologinje, antropologinje, psihologinje in geodetinje), ki se odpravijo na območje, znano kot Območje X, ki je zapuščeno in odrezano od civilizacije. Prepričane so, da so 12. odprava, vendar so vse prejšnje odprave propadle zaradi izginotij, samomorov, agresivnih vrst raka in duševnih travm.
Izničenje je leta 2014 prejelo nagrado nebula za najboljši roman  in nato še nagrado Shirley Jackson za najboljši roman. Studio Paramount Pictures je leta 2018 posnel film, ki temelji na romanu, vendar je ta prišel v kinodvorane zgolj v ZDA in Kanadi, v preostalih državah pa na Netflix.

## Ozadje
Navdih za Izničenje in trilogijo Južno okrožje je pot skozi Nacionalno zatočišče za divje živali St. Marks na Floridi. Številne živali in rastline, ki jih je VanderMeer opazoval med svojimi pohodi v 17 letih, kar je živel v bližini, so vključene v roman.

## Povzetek zgodbe
Štiri oborožene in neimenovane ženske – biologinja, antropologinja, psihologinja in geodetinja z vojaškim urjenjem – prečkajo mejo v Območje X, nedoločeno obalno lokacijo, ki je že tri desetletja zaprta za javnost. Prepričane so, da so 12. odprava na Območje X. Zgodba je predstavljena skozi terenski dnevnik biologinje, ki postopoma razkrije, da je bil njen mož član prejšnje odprave in da se je po letu dni nepričakovano pojavil doma brez spomina na odpravo in nezmožen pojasniti, kako se je znašel tam. Podobna usoda je doletela tudi druge člane 11. odprave in čez nekaj mesecev so tudi vsi umrli za rakom.
Protagonistke v Območju X naletijo na stavbo s stopniščem, ki se vije globoko v zemljo in za katero se biologinja odloči, da je zanjo "Stolp". Na stenah stolpa odkrijejo zapis, ki se začne z "Kjer leži zajedavski sad ki je prišel iz dlani grešnika bom porodil semena mrtvih" in se razteza po steni stopnišča stolpa v navidezno neskončen stavek. Biologinja je presenečena, ko vidi, da besede sestojijo iz glivic vzdolž stene, ki jo pozorno pregleda in pomotoma vdihne nekaj spor. Vrne se na površje in opazi psihologinjo, vodjo ekipe, ki s posebnimi besedami sproži hipnozo pri drugih članicah ekipe, da jih naredi bolj poslušne in umirjene. Biologinja se zave, da je morala tudi sama prestati prejšnje hipnotično kondicioniranje, vendar je zdaj imuna, kar sklepa, da je posledica učinka spor. O svojem spoznanju molči, a še naprej deluje kot članica ekipe. Vrnejo se v bazni tabor, kjer jih kot vsako noč zmoti zlovešče stokanje.
Naslednjega jutra se izkaže, da je antropologinja izginila, psihologinja pa pojasni, da naj bi zapustila odpravo. Ostale trije nadaljujejo z raziskovanjem Stolpa. Psihologinja varuje vhod, medtem ko se geodetinja in biologinja spustita dol. Tam naletita pohabljeno truplo antropologinje in ocenita, da jo je ubil avtor napisa na steni, ki ga biologinja  poimenuje "Polzač", saj vidi sledove sluzi in znake polzenja navzdol po stopnicah. V sluzi odkrijeta tudi odtise podplatov, ki očitno pripadajo psihologinji. Ko se vrneta na vrh, se izkaže, da je ta izginila. Biologinja se zaveda, da v njej raste "sij", ki ga pripisuje sporam, in se odpravi raziskat oddaljeni svetilnik; geodetinja raje ostane, da varuje bazni tabor.
V svetilniki biologinja odkrije številne krvave madeže in gomilo s stotinami dnevnikov preteklih odprav, med katerimi nekateri podrobno opisujejo bitke proti pošastim, ki so prihajale iz morja. V žep spravi staro fotografijo svetilničarja in dnevnik svojega pokojnega moža. Nenadoma odkrije psihologinjo, ki umira ob svetilniku, saj je skočila z vrha. Psihologinja jo vidi kot žareč "plamen" in večkrat kriči besedo "izničenje", ki naj bi jo s hipnotično sugestijo napeljala k samomoru. To na biologinjo nima nobenega učinka. Preden umre, psihologinja razkrije, da se meja Območja X postopoma širi. Ko se vrača proti baznemu taboru, biologinja začuti, da se približuje nočno stokajoče bitje; za las mu uide, a jo nato geodetinja dvakrat ustreli, saj se tako kot psihologinja boji njenega "sija". Ker geodetinje ne more prepričati, da ni nevarna, jo ustreli, in pri tem uporabi na novo okrepljene čute, ki jih je izboljšal njen "sij". Njene lastne strelne rane se ji začnejo čudežno celiti.
Biologinja analizira rastlinske in živalske vzorce, ki jih je zbrala, a v njih ne opazi nič nenavadnega, razen da nekateri vsebujejo človeške celice. Prebere tudi možev dnevnik, v katerem pojasnjuje, da sta s še enim članom odprave poskušala zapustiti Območje X, vendar tudi po več dneh hoje nista prišla do meje. Ko sta se vrnila, sta odkrila, da je preostanek njihove odprave krvavo umorjen, nato pa sta ponoči naletela na dvojnike celotne ekipe (vključno z njima), ki so se spustili v Stolp.
Biologinja se vrne v Stolp, da bi se soočila s Polzačem. Ko po dolgem spustu prispe do njega, ugotovi, da ga je skoraj nemogoče opisati; je hitro spreminjajoča se gmota slepečih luči in razbijajočih zvokov, ki biologinjo paralizirajo. Polzač jo zabriše po stopnicah in v daljavi zagleda zamegljeno podobo belih vrat, ki pa so tudi po več kot uri hoda še naprej nedosegljiva. Vrne se po stopnicah, kjer presenečena ugotovi, da jo Polzač spusti mimo nepoškodovano. Ko se še zadnjič ozre nazaj nanj, zagleda v središču nedoločljive podobe obraz svetilničarja s fotografije. Pobegne iz Stolpa, vendar se odloči ostati v Območju X in slediti obali, da bi videla, kje se konča, kot je pred njo že poskušal njen mož.

## Sprejem
Recenzije za Izničenje so bile na splošno pozitivne. Jason Sheehan z NPR je zapisal, da je roman nemogoče odložiti, saj je preveč napet: "Približno tri ure po začetku branja sem dvignil pogled s knjige in ugotovil, da sem je prebral že pol ter se spraševal, kako sem prišel do sem." Salon.com jo je razglasil za knjigo tedna, medtem ko jo je revija GQ označila za eno najboljših knjig meseca februarja in dodala, da gre za "knjigo o inteligentni, smrtonosni glivi, [ki] jo je navdušujoče brati." Washington Post je zapisal, da gre za "učinkovito srhljiv gotski grozljiv roman stare šole, postavljen v ne tako oddaljeno prihodnost", medtem ko je Daily Telegraph zapisal, da "ta roman obeta, da se bo z njim VanderMeer prebil do novega in večjega občinstva." Entertainment Weekly je Izničenju dal oceno B+. Roman je leta 2014 prejel nagrado nebula in Shirley Jackson za najboljši roman.
Slovenski prevod Igorja Harba je izšel pri založbi LUD Literatura aprila 2024. V časniku Delu je prejel izrazito pozitivno kritiko v kateri je Mirt Bezljaj med drugim zapisal: "VanderMeeru je z neverjetno mimikrijo in brisanjem žanrskih meja uspelo teme, ki so v jedru več vélikih filozofskih razprav, skriti v na prvi pogled pogrošen roman."

## Filmska priredba
Leta 2014 je studio Paramount Pictures pridobil pravice za priredbo romana, scenarist in režiser Alex Garland pa je napisal scenarij ter režiral film. Maja 2015 se je oskarjevka Natalie Portman začela dogovarjati za glavno vlogo. Novembra 2015 se je zasedbi pridružila zvezdnica serije Jane the Virgin Gina Rodriguez. Marca 2016 je bilo objavljeno, da se bo igralski zasedbi filma pridružil še Oscar Isaac.
Garland je za Creative Screenwriting izjavil, da njegova priredba temelji izključno na prvem romanu trilogije, saj je bil do takrat edini izšel. Snemanje je potekalo konec aprila 2016 na območju Windsor Great Park v Angliji.  Film je prišel na spored kinematografov v ZDA in Kanadi 23. februarja 2018. Prejel je pozitivne kritike in s prodajo vstopnic prislužil 43,1 milijona dolarjev. V drugih državah je distribucijo prevzel Netflix, ki je film dodal v svojo knjižnico v aprilu 2018.